# Euploea affinis
Euploea affinis är en fjärilsart som beskrevs av Gmelin 1788/93. Euploea affinis ingår i släktet Euploea och familjen praktfjärilar. Inga underarter finns listade i Catalogue of Life.